# Victoria Theatre
Le Victoria Theatre était un important théâtre de vaudeville américain au début du XXe siècle. Le magnat du théâtre Oscar Hammerstein I l'inaugure en 1899 à l'angle nord-ouest de la Septième Avenue et de la 42e Rue, le long de Longacre Square à New York (aujourd'hui Times Square). Comme le théâtre était étroitement associé au Paradise Roof Garden, une salle de vaudeville semi-extérieure bâtie au-dessus, les deux salles étaient connues sous le nom commun de Hammerstein's. Le Victoria proposait 950 places assises. Le Victoria ferme ses portes en 1915 et est démoli pour laisser place au Rialto Theatre.

## Histoire

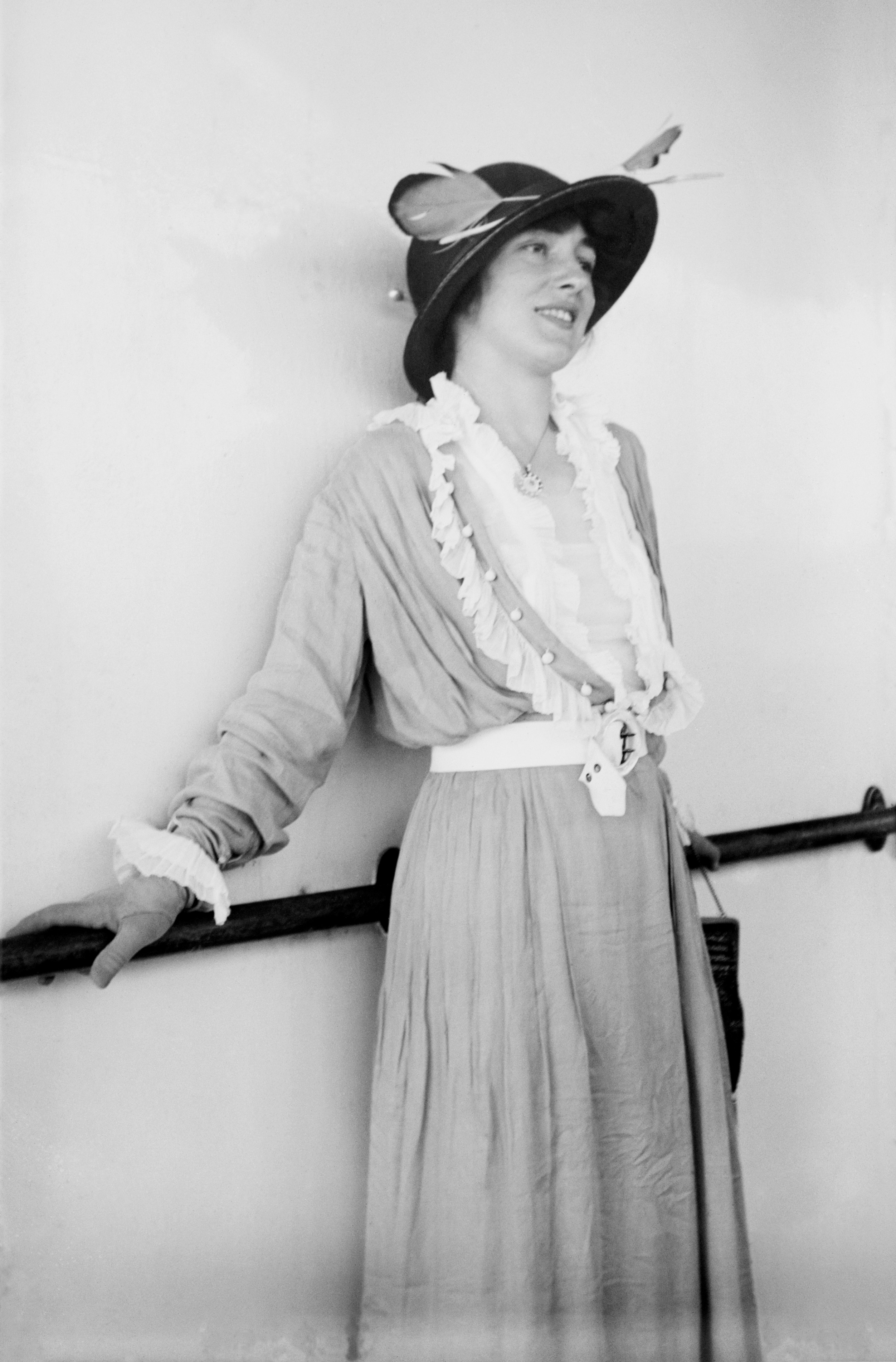
Evelyn Nesbit, une vedette du Victoria (1913).

Inébranlable face à l'échec de l'immense Olympia Theatre, Hammerstein se procure les fonds nécessaires pour construire le Victoria. En raison de contraintes budgétaires, il est obligé de prendre plusieurs mesures d'économie : les murs sont remplis de débris provenant de la structure démolie du site, les écuries du marché de Gilley Moore ; une fois érigés, les murs plâtrés restent en grande partie sans décoration ; enfin on récupère des sièges de théâtre d'occasion. Malgré cela, la presse salue l'inauguration ; le New York Times juge le décor « chaleureux et confortable », exempt de tout « grotesque ».
Une burletta en trois actes intitulée The Reign of Error, mettant en vedette le duo comique des Rogers Brothers (en), inaugure la nouvelle scène et tient au moins cinquante représentations. Au cours des quatre années qui suivent, Hammerstein présente dix autres productions, dont l'une, un échec intitulé Sweet Music, aurait été écrite par lui. Aucune de ces productions, cependant, ne connaît un succès suffisant pour consolider la réputation du théâtre naissant.
En 1904, le fils de Hammerstein, Willie Hammerstein (en), reprend le théâtre et prend la décision d'orienter le Victoria vers le vaudeville, et au cours des années suivantes, le choix s'avère extrêmement rentable. Hammerstein's a la particularité d'être l'une des rares maisons de vaudeville de la ville à fonctionner indépendamment du quasi-monopole dont jouissaient BF Keith et E. F. Albee (en). Les têtes d'affiche comprennent des noms tels que les Three Keatons, les Four Cohans (en) et les Seven Little Foys. Dans les publicités imprimées, l'expression « directement de Hammerstein » se veut un gage de qualité. Au fil des ans, le Victoria voit passer sur sa scène Houdini, Bert Williams (en), W.C. Fields, Charlie Chaplin, et la scandaleuse Evelyn Nesbit.
En 1915, Hammerstein vend le théâtre à Samuel Roxy Rothafel (en) ; cependant, le transfert de propriété ne se fait pas sans heurts. Une anecdote rapporte que Hammerstein brandissait un marteau pour chasser l'équipe de démolition, et le Times raconte dans « In Three Reels », la sordide lutte juridique de Hammerstein pour accéder à son ancien bureau.
Roxy ne perd pas de temps pour vider le bâtiment et démolir la façade de la Septième Avenue. Le Rialto, un grand cinéma, ouvre ses portes peu après. Dix-neuf ans plus tard, la structure entière est rasée et remplacée par des bureaux, des magasins et un théâtre plus petit.